# Criptoanarquismo
El criptoanarquismo es una corriente del pensamiento anarquista que se centra en la protección de la privacidad, la libertad política y la libertad económica cuyos adherentes se muestran a favor de la utilización de la criptografía asimétrica para conseguir el cambio social y, en especial, hacer cumplir la privacidad y la libertad individual. El movimiento fue fundado por el ingeniero estadounidense Timothy C. May en 1988 con la publicación del "Manifiesto criptoanarquista". En Cyphernomicon, May apuntó que:

Lo que emerge de todo esto no es claro, pero creo que será una forma de sistema de mercado anarcocapitalista que yo llamo "criptoanarquía".
Cyphernomicon, Sección 2.3.4.

Los criptoanarquistas apuntan al objetivo de crear software criptográfico que se pueda utilizar para eludir la persecución estatal y el acoso al enviar y recibir información en redes de computadoras. El criptoanarquismo es descrito por Vernor Vinge como la realización ciberespacial del anarcocapitalismo, si bien no es una visión consensuada.
Con el uso de estos programas informáticos, la conexión entre la identidad de un usuario o una organización y el seudónimo que usan es casi totalmente indemostrable, a menos que el usuario revele voluntariamente su conexión. Es difícil decir qué leyes nacionales sería ignorada, ya que incluso la ubicación de un determinado usuario sería desconocida. En cierto sentido, el cifrado de redes anónimas (el "ciferespacio", textualmente “espacio cifrado” o “criptoespacio”) puede considerarse como un territorio independiente, sin ley estatal o coactiva. Sin embargo, los participantes pueden, en teoría, voluntariamente crear leyes privadas o utilizar contratos o protocolos, donde el usuario es un seudónimo no asociado a una identidad personal, dependiendo de la reputación en línea.

## Motivación
Un alegato de los criptoanarquistas es la defensa contra la vigilancia de las redes informáticas de comunicación. Tratan de protegerse de restricciones como la retención de datos de telecomunicaciones, el controvertido mandato de vigilancia de la NSA y la Room 641A, entre otras cosas. Los criptoanarquistas consideran que el desarrollo y el uso de la criptografía son la principal defensa contra ese tipo de problemas.
Una segunda preocupación es la evasión de la censura, en particular la censura de Internet, con el argumento de la libertad de expresión. Los programas usados por los criptoanarquistas a menudo hacen posible publicar y leer información de Internet y otras redes de computadoras de manera anónima. Tor, I2P, Freenet y muchas redes similares hacen accesibles páginas web “ocultas” solo para los usuarios de estos programas anónimos. Esto ayuda a informantes y la oposición política en las naciones opresoras para difundir información.
En tercer lugar, el reto técnico en el desarrollo de estos sistemas criptográficos es enorme, lo que ha llevado a otros programadores a unirse al desarrollo.
Un estudio de 2022 examinó si el criptoanarquismo puede ser una herramienta útil para abordar cuestiones sociopolíticas. Sus hallazgos revelaron que el criptoanarquismo no tiene una influencia significativa en la política real, pero estudiarlo puede ser útil para crear movimientos políticos dirigidos a los usuarios de Internet.

### Críticas y respuestas
Al criptoanarquismo se le ha criticado por hacer que sea fácil y seguro compartir sin permiso archivos como películas y música con copyright. Dependiendo del software utilizado, este tipo de sistemas facilita el fácil acceso a pornografía infantil.
También es fácil para los delincuentes que hacen uso de estas redes, coordinar sabotajes y terrorismo. La eliminación de mercados amparados en leyes estatales son ejemplo de la forma en que el criptoanarquismo podría utilizarse para estos fines. Los criptoanarquistas reconocen que esa libertad podría ser objeto de abuso por criminales y políticos, pero afirman que los mismos ya se están comunicando de forma anónima en las redes, por lo cual lo que realmente se haría es llevar los beneficios de la privacidad y la libertad a las personas que no son criminales.
En respuesta a las críticas, los criptoanarquistas argumentan que sin la capacidad de cifrar los mensajes, la información personal y la vida privada están seriamente amenazados. La prohibición de la criptografía equivale a la erradicación del secreto de la correspondencia. Argumentan que solo un estado policial que somete extremadamente tipificaría la criptografía como delito. A pesar de ello, ya es ilegal su uso y exportación en algunos países, EE. UU. entre ellos. Por su parte los criptoanarquistas (y cypherpunks) sostienen que las leyes de las matemáticas son más fuertes que las leyes de los hombres, y que, por tanto, el criptoanarquismo es inevitable: siempre que haya un mínimo de libertad de expresión, es imposible impedir que las personas transmiten mensajes cifrados. Por tanto sería imposible detener la propagación del criptoanarquismo. Hacer cumplir una prohibición sobre el uso de la criptografía es probablemente imposible debido a que la propia criptografía puede utilizarse para ocultar incluso la existencia de mensajes cifrados (véase esteganografía). También es posible “encapsular” los mensajes cifrados con criptografía fuerte dentro de los mensajes cifrados con criptografía débil, por lo que resultaría muy difícil y costoso para los extraños detectar la utilización ilegal de cifrado.

## Negación creíble
El criptoanarquismo depende en gran medida de negación creíble para evitar la censura. Los criptoanarquistas crean esta negación mediante el envío de mensajes cifrados a proxies interconectados en las redes de computadoras. Con el mensaje una carga útil de la información se incluye en la ruta. El mensaje es cifrado para cada uno de los proxies y el receptor los criptogramas asimétricos. Cada nodo sólo puede descifrar su propia parte del mensaje, y sólo puede obtener la información destinada para sí mismo. Es decir, que cada uno es el próximo de la cadena. Por lo tanto, es imposible para cualquier nodo de la cadena saber nada más que el anterior y el próximo o qué información se está transmitiendo al receptor final, dado que dicha información está cifrada. El receptor tampoco sabe quién es el remitente, excepto tal vez por otros destinos, la firma digital o algo similar. Quién envió la información y quién es el receptor se considera difícil de detectar.[cita requerida]
Así, con varios niveles de cifrado, es imposible saber quién está conectado a un determinado servicio o seudónimo. Como el castigo sumario de los crímenes es ilegal, es imposible de detener cualquier posible actividad delictiva en la red sin hacer cumplir una fuerte prohibición de cifrado, y esto es probablemente imposible como se ha visto anteriormente.
Cifrado negable y redes de anonimato se pueden utilizar para evitar ser detectado mientras se comparte información con derechos de autor o información de otro modo ilegal, tales como películas, música, juegos de computadora o la información que los usuarios están demasiado asustados para compartir en el Internet ordinario. Podría ser cualquier cosa, desde propaganda contra el Estado, informes de abuso, denuncia de irregularidades, informes de la disidencia china o incluso pornografía infantil, este último es un problema importante en Freenet.[cita requerida]

## Comercio anónimo
Imposible de rastrear, la emisión de dinero electrónico y de banca por internet anónima existe en estas redes. Digital Monetary Trust y Yodelbank son ejemplos de dos de esos bancos anónimos ha sido puestos fuera de línea, eCache es un banco que actualmente operan en la red Tor, y Pecunix es un banco anónimo de oro (la presentación de información personal para abrir una cuenta es opcional) de funcionamiento en Internet. El intercambio comercial anónimo es más fácil de lograr para servicios de información que se pueden sobre la Internet. Por ejemplo, los desarrolladores de I2P reciben apoyo monetario anónimo o seudónimo de la comunidad I2P. Proporcionar productos materiales es más difícil ya que el anonimato es más fácil de romper al cruzar al mundo real. El dinero irrastreable permite hacer caso omiso de algunas de las leyes del mundo físico, dado que las leyes no pueden aplicarse sin conocer la identidad física de las personas. Por ejemplo, el impuesto sobre la renta para los servicios en línea pseudónimos siempre se puede evitar si el gobierno no conoce la identidad del prestador de servicios.
Bitcoin

## Nota final
El uso del prefijo "cripto" en criptoanarquismo se refiere a su relación con la criptografía, por ello no debe confundirse con otro uso del prefijo "cripto" que sirve para indicar el ocultamiento de una ideología o un sistema con una "verdadera naturaleza" acordada. Por ejemplo, algunos utilizan el término "Criptofascismo" para describir a una actitud, persona u organización que tiene puntos de vista fascistas y se adhiere a la doctrina fascista, pero trata de ocultar esta agenda de los que están fuera de su círculo. Sin embargo, Timothy C. May en su ‘‘Cyphernomicon’’ indica que el término criptoanarquista "fue parcialmente como un juego de palabras sobre este uso, aunque no tuviese la intención de ocultar sus creencias o su agenda."